# Scogli di Porto Malo
Gli scogli di Porto Malo formano un gruppo di scogli dell'Italia, in Sardegna.